# حاجب بن زرارة
أبو عكرشة حَاجبُ بن زُرَارة بن عُدُس الدارمي التميمي صحابي جليل من سادات العرب وأشرافهم في الجاهلية والإسلام وفد إلى النبي محمد ﷺ وأسلم وبعثه على صدقات قومه قال أبو حاتم السجستاني: «بعث النبي صلى الله عليه وسلم حاجباً على صدقات قومه». وقال أبو اليقظان: «كان اسم حاجب زيداً، وسمي حاجباً لعظم حاجبيه».

## نسبه
هو حاجب بن زرارة بن عدس بن زيد بن عبد الله بن دارم بن مالك بن حنظلة بن مالك بن زيد مناة بن تميم بن مر الدارمي التميمي.
أُمَه هي مَاوية بنت مُعَاوية بن زيد بن عبد الله بن دارم الدارمية التميمية قال ابن حبيب: «ومن المُنَجبات ماوية بنت معاوية ولدت لقيط وحاجباً وعلقمة بني زرارة بن عدس التميمي».